# Râul Valea Mare, Țebea
Râul Valea Mare este un curs de apă, afluent al râului Țebea. 

## Hărți
- Harta județului Hunedoara
- Harta munții Apuseni
- Harta munții Bihor